# Chapdeuil
Chapdeuil (okzitanisch Lu Chapduelh) ist eine französische Gemeinde mit 140 Einwohnern (Stand 1. Januar 2022) im Nordwesten des Départements Dordogne in der Region Nouvelle-Aquitaine (vor 2016 Aquitanien). Die Gemeinde besteht aus dem Hauptort sowie einigen Weilern (hameaux) und Einzelgehöften (fermes). Die Bewohner werden Chapdeuillots und Chapdeuillottes genannt.

## Lage und Klima
Der Ort Chapdeuil liegt am Flüsschen Euche auf einer tektonisch bedingten Aufwölbung in der Kulturlandschaft des Périgord gut 31 km (Fahrtstrecke) nordwestlich von Périgueux in einer Höhe von ca. 120 m. Die Stadt Bergerac liegt ungefähr 70 km südlich. Das Klima ist gemäßigt, Regen (ca. 852 mm/Jahr) fällt übers Jahr verteilt.

## Bevölkerungsentwicklung
| Jahr      | 1800 | 1851 | 1901 | 1954 | 1999 | 2015 |
| Einwohner | 326  | 760  | 266  | 219  | 111  | 130  |

Der kontinuierliche Bevölkerungsrückgang im 20. Jahrhundert ist im Wesentlichen auf die Mechanisierung der Landwirtschaft und die Aufgabe von bäuerlichen Kleinbetrieben zurückzuführen.

## Wirtschaft
Die Gemeinde ist traditionell land- und forstwirtschaftlich orientiert; die Bewohner lebten jahrhundertelang als Selbstversorger. Heute spielen auch die Fischzucht und die Vermietung von Ferienwohnungen (gîtes) wichtige Rollen im Wirtschaftsleben.

## Geschichte
Die erste Erwähnung des Ortes unter dem Namen Capdolium stammt aus dem Jahr 1143. Im ausgehenden Mittelalter war der Ort Sitz einer Kastellanei, die die Pfarrbezirke Bourg-des-Maisons, Cercles und Verteillac umfasste.

## Sehenswürdigkeiten
- Das im 15. Jahrhundert erbaute Château de Chapdeuil wurde später um einen Wohntrakt (logis) erweitert; der Kernbau hat dennoch sein mittelalterliches Erscheinungsbild mit Wassergraben (douves), Zugbrücke (pont levis), Bergfried (donjon) und Wehrgang (mâchicoulis) bewahrt. Ein rundes Taubenhaus (pigeonnier) gehört ebenfalls zum Ensemble dazu, welches sich in Privatbesitz befindet und seit dem Jahr 1988 in Teilen als Monument historique eingeschrieben ist.[3][4]
- Die dem hl. Asterius geweihte Église Saint-Astier stammt aus dem ausgehenden 19. Jahrhundert. Die auf allen Seiten durch Strebepfeiler stabilisierte Kirche hat einen mittelalterlichen Vorgängerbau ersetzt.
- Im Ort steht ein Festes Haus (maison forte) aus dem 16. Jahrhundert mit einem polygonalen Treppenturm.
- Am Ortsrand befindet sich ein Waschplatz (lavoir) aus dem 19. Jahrhundert.

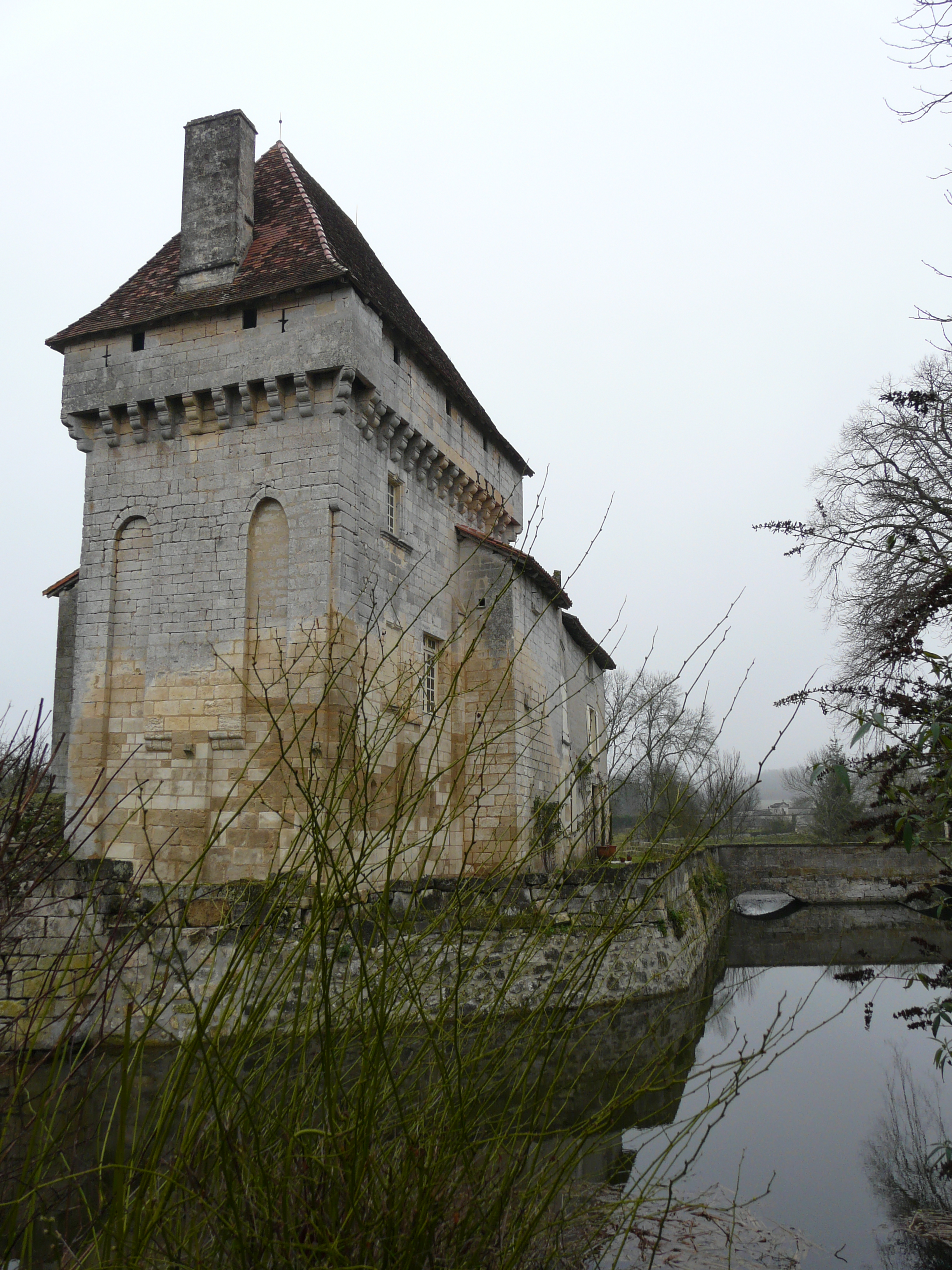
Château de Chapdeuil
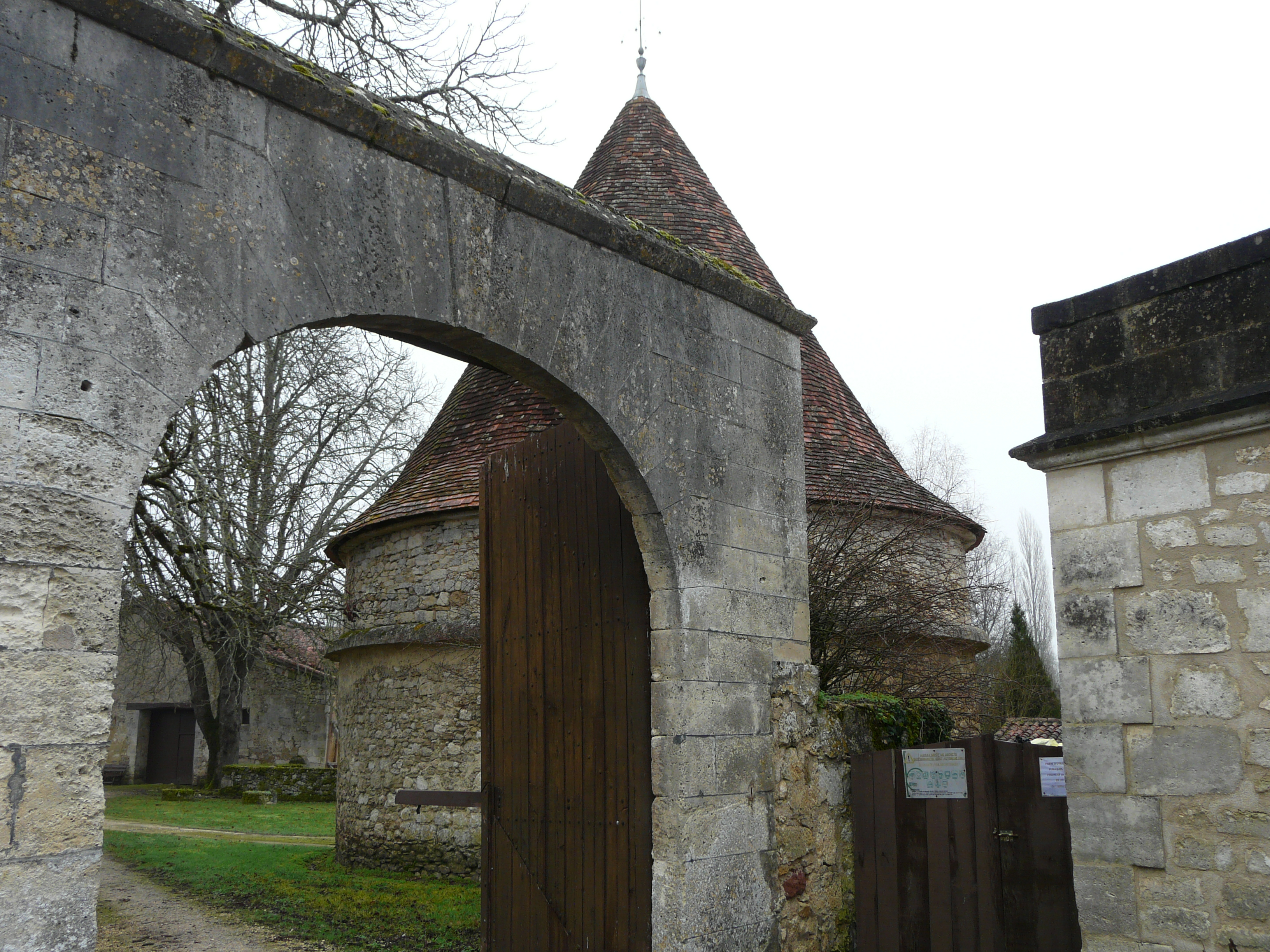
Taubenhaus
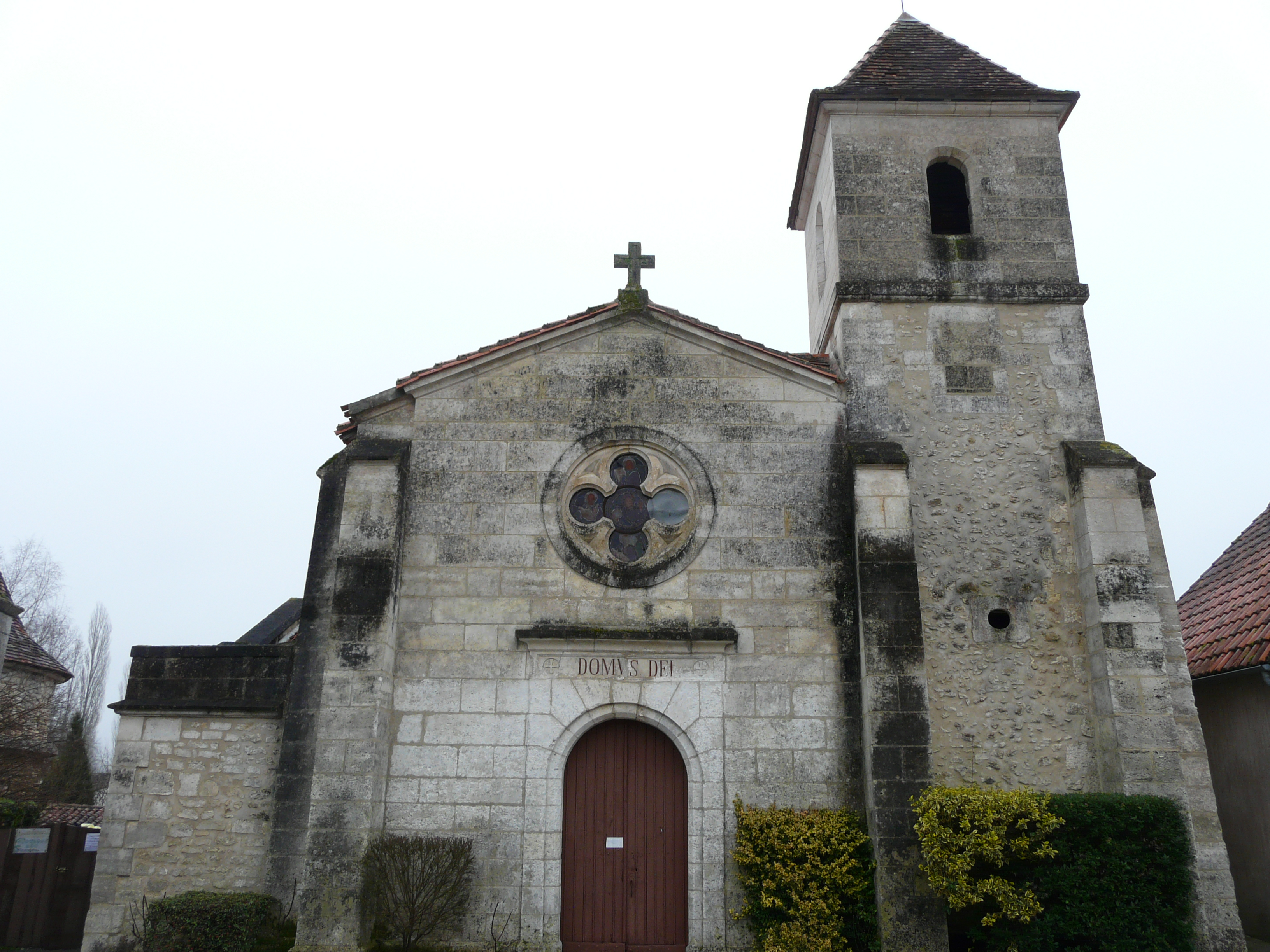
Kirche Saint-Astier
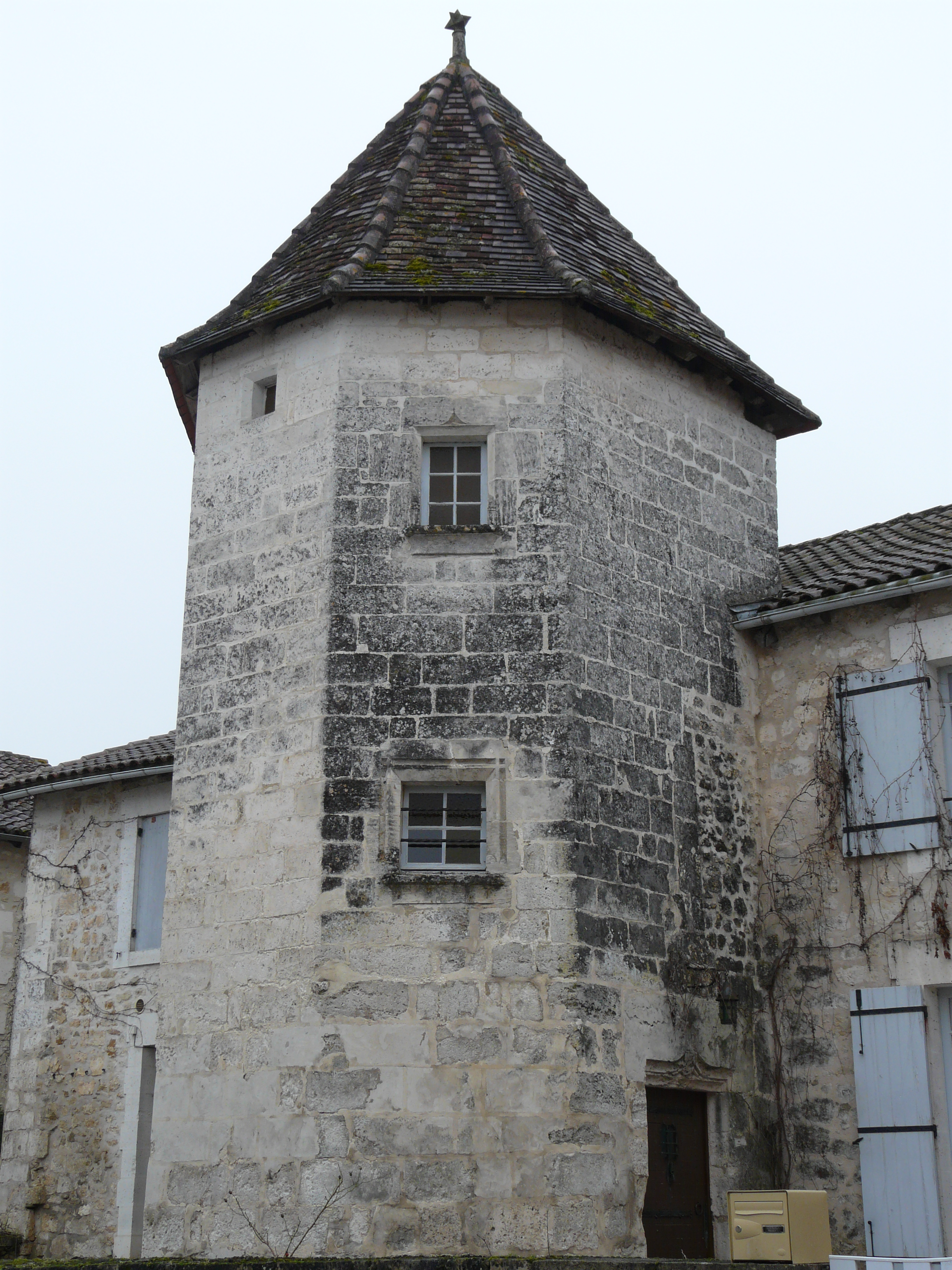
Treppenturm des maison forte
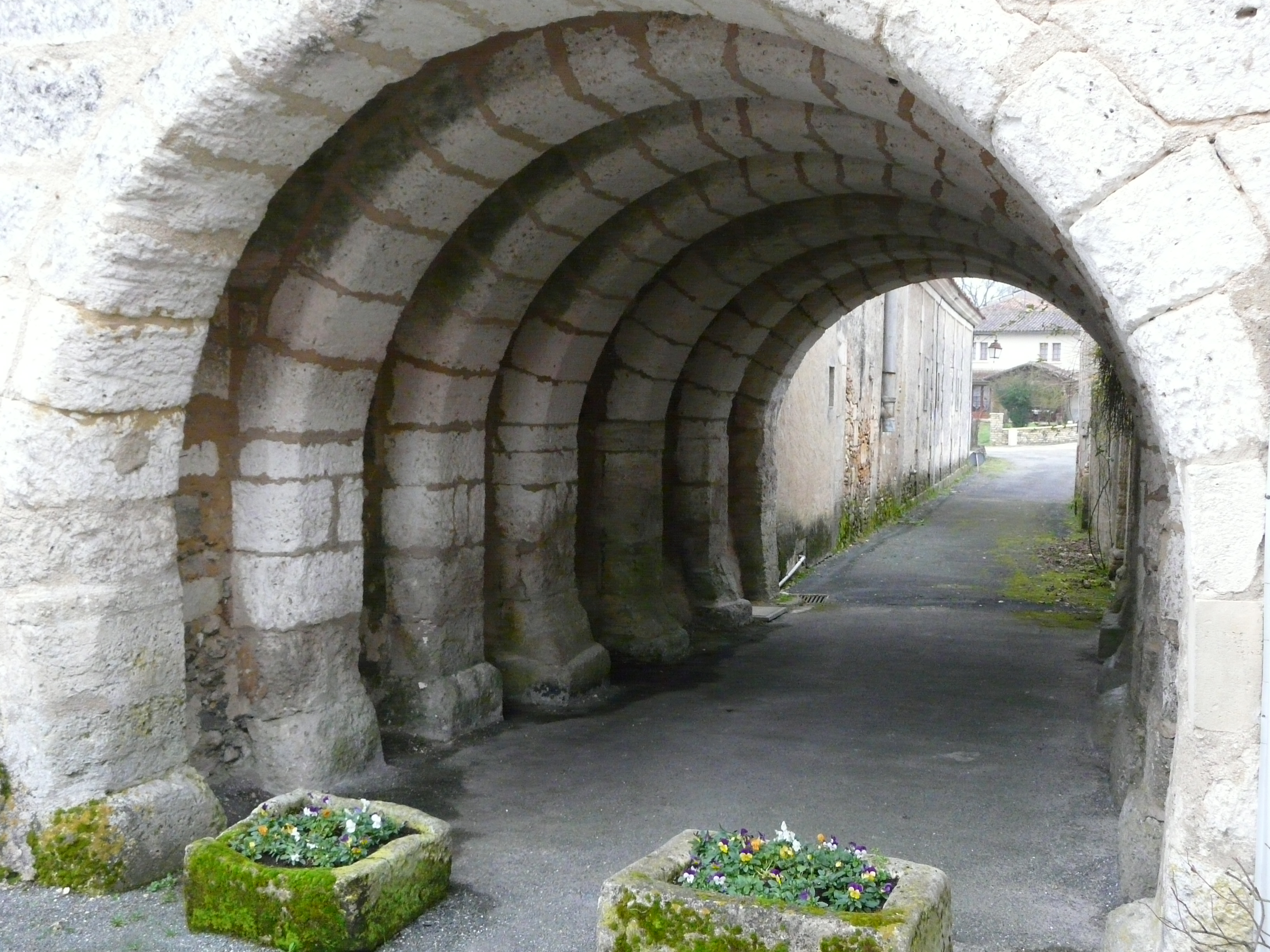
Überbauter Durchgang (passage)
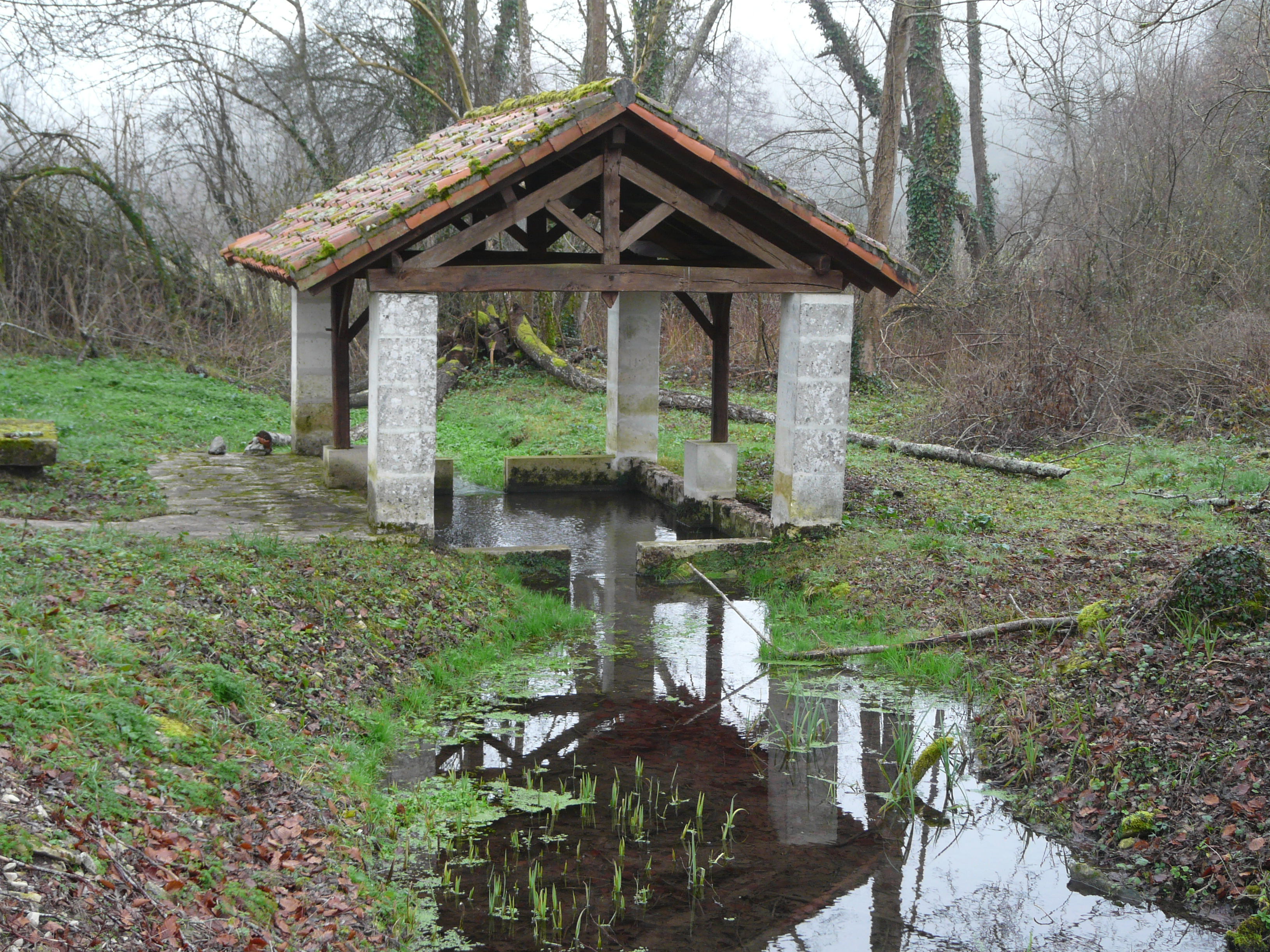
Waschplatz (lavoir)